# Wrixum
Wrixum (en frisón septentrional: Wraksem, en danés: Vriksum) es una Gemeinde (pequeño núcleo de población) situada en la isla de Föhr, distrito de Frisia Septentrional, en el estado federado de Schleswig-Holstein (Alemania), con una población a finales de 2016 de unos 689 habitantes.
Se encuentra ubicado al noroeste del estado, cerca de la costa del mar del Norte y de la frontera con Dinamarca.